# Ludwik Le Danois
Ludwik Le Danois, fr. Louis le Danois (ur. 1741 r. w Les Moitiers-en-Bauptois, zm. 2 września 1792 r. w Saint-Germain-des-Prés) – francuski duchowny, błogosławiony Kościoła katolickiego.
Po święceniach kapłańskich działalność duszpasterską prowadził w diecezji paryskiej jako wikariusz w kościele św. Rocha. Gdy w rewolucyjnej Francji nasiliło się prześladowanie katolików, został uwięziony w opactwie Saint-Germain-des-Prés. Zginął z rąk tłumu, który wcześniej wymordował przewożonych z merostwa do opactwa więźniów, w czasie masakr wrześniowych.
Wspominany jest w dzienną rocznicę śmierci.
Ludwik Le Danois został beatyfikowany 17 października 1926 r. wraz z 190 innymi męczennikami francuskimi przez papieża Piusa XI.